# Heinz Pachen
Erich Günter Heinz Pachen (* 8. Dezember 1922 in Spremberg; † 5. Februar 2006) war ein deutscher Kunstsammler.
Heinz Pachen war Chemietechniker und arbeitete bis zum Antritt seines Kriegsdienstes 1940 im Forschungslabor der Firma Römmler in Spremberg. Nach seiner Rückkehr aus der Kriegsgefangenschaft wurde er Abteilungsleiter in dem kleinen Labor des Gaswerkes Spremberg. Wegen eines „Verstoßes gegen die antifaschistisch-demokratische Ordnung“ wurde er entlassen. Der schon damals begeisterte Kunstsammler veranstaltete mit seiner Frau Hella (Helene Maria Hardies, * 29. März 1928 in Leobschütz/Schlesien; † 23. Oktober 2007), die er 1949 geheiratet hatte, Ausstellungen und wurde ehrenamtlicher Museumsleiter in Spremberg. 1954 verließen Heinz Pachen und seine Frau die DDR. Über die Flüchtlingsauffangstation Gießen kamen sie 1956 nach Mainz, wo sie sich eine neue Existenz aufbauten und ihre Kunstsammlung weiter ausbauten. 1964 erwarben sie ein Haus in Ruppertsecken (Pfalz). Im September 1997 wurde aus ihrer Sammlung das „Museum Pachen – Deutsche Kunst des 20. Jahrhunderts“ im benachbarten Rockenhausen. 
1997 erhielt er zusammen mit seiner Frau die Max-Slevogt-Medaille des Landes Rheinland-Pfalz, 2001 ebenfalls zusammen mit seiner Frau den Verdienstorden des Landes Rheinland-Pfalz.

## Veröffentlichungen
- Sammlung Pachen. Deutsche Kunstwerke aus dem 20. Jahrhundert. Malerei, Graphik, Plastik. Mainz 1960.
- Sammlung Pachen (Deutsche Kunstwerke aus dem 20. Jahrhundert). Ausstellung; 22. Februar–20. April 1969. Katalog. Städtisches Museum, Gemäldegalerie, Wiesbaden 1969.